# Girolamo Arcari
Girolamo Arcari (XV secolo – Mantova, 1527) è stato un architetto italiano.

## Biografia
Operò come architetto alla corte dei Gonzaga di Mantova, dai quali ottenne nel 1515 l'incarico di sovrintendente alle fabbriche della città e per la sua cura. Per i suoi meriti, nel 1522 ottenne il titolo di cavaliere. Morì nel 1527.